# 2025년 방콕 고층 건물 붕괴 사고
2025년 방콕 고층 건물 붕괴 사고는 2025년 3월 28일 태국 방콕에서 건설중이던 태국 국가감사원 건물이 미얀마에서 발생한 규모 M7.7의 지진 영향으로 붕괴된 사건이다. 이 사고로 7월 31일 기준 근무 중이던 건설노동자 92명이 사망하고 9명이 부상을 입었으며 4명은 여전히 실종 상태이다. 붕괴 당시 건물은 내부 구조는 최상단까지 완공된 상태로 완공률 30%이며 내부 파이프 및 외벽 유리를 붙이는 공사 중이었다.

## 배경

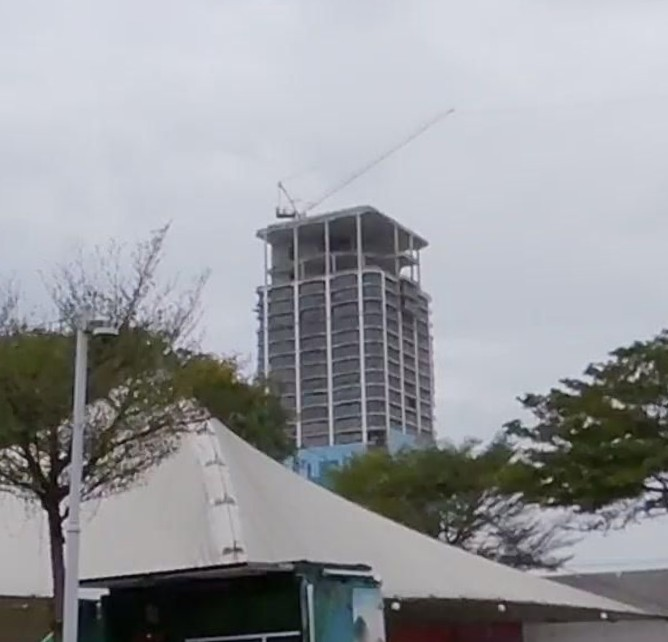
사고 3개월 전인 2024년 12월 공사 중인 건물의 모습

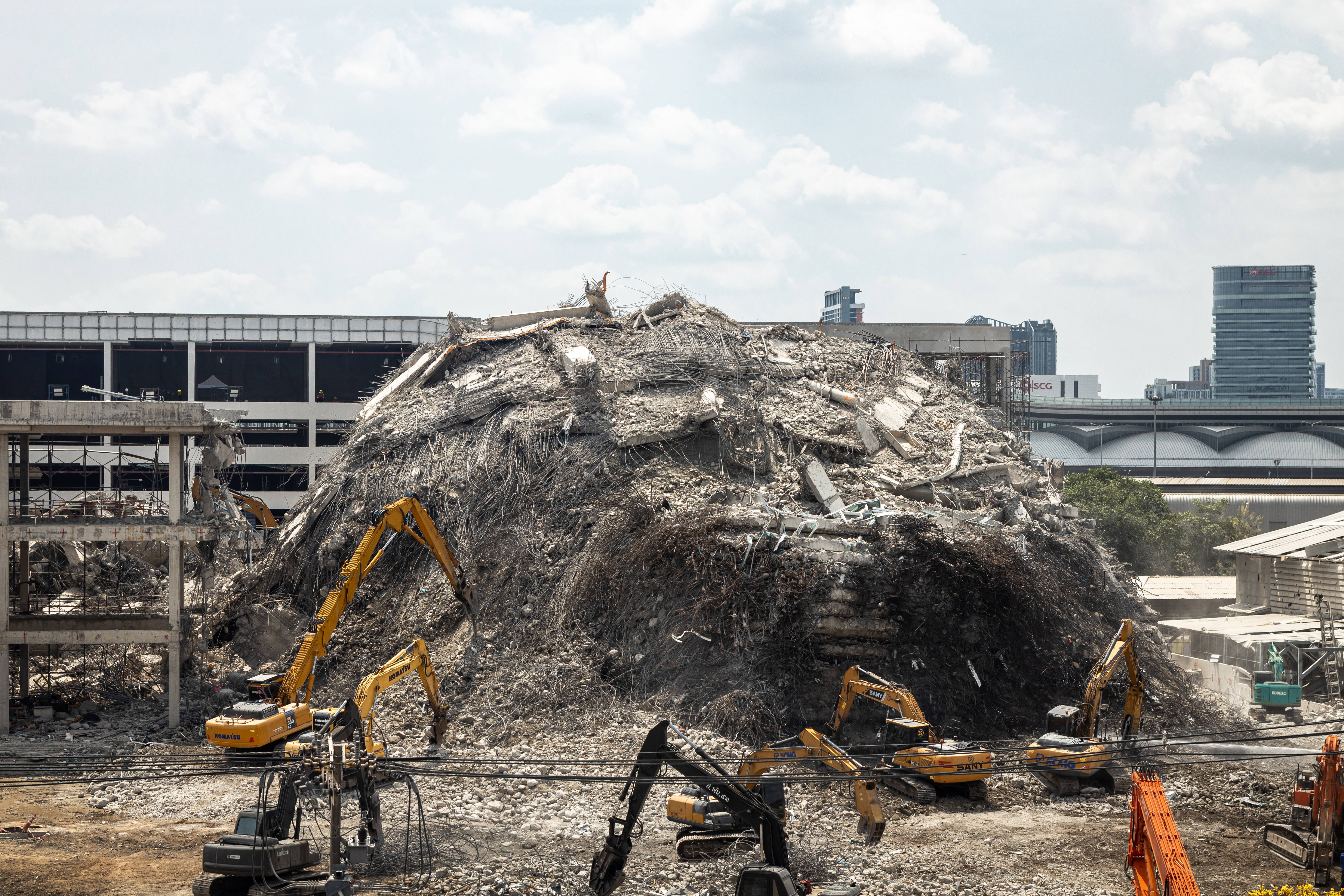
현장의 잔해 더미

사고가 일어난 건물은 방콕 깜팽펫로의 끄룽텝 아피왓 중앙역 바로 옆, 짜뚜짝 시장 바로 인근에 있었으며 총 33층 137 m 높이였다. 건물은 2020년 건설이 시작되어 중국철로 제10국집단 유한공사가 건설을 맡아 2024년 4월 최상층까지 구조 건설을 완성했다. 건설 계약은 중국철로공정집단 감사 하에 있는 이탈리아-태국 개발공사가 따냈다. 지진 당시 유리벽과 내부 설비 공사중이었다. 건설 예산은 21억 3,600만 바트(약 6,300만 달러)이다.

## 여파
태국 국방부 장관 품탐 웨차야차이는 "건물 붕괴로 최소 3명이 사망하고 90명 이상이 실종되었다"고 밝혔다. 현장에서 구조 및 수색 작업이 진행중이다. 수색 중 여러 구의 시신이 발견되었다. 처음에는 붕괴로 건설노동자 100여명이 잔해 속에 갇혀 있다고 추산했으나 다음 날 조사 결과 79명으로 정정되었다. 붕괴 당일 최소 8명이 사망했다고 밝혀지고 68명이 인근 병원으로 후송되었으며, 잔해에 갇힌 사람들 중 최소 15명의 생존이 확인되었다. 구조대는 생존자 수색을 위해 굴삭기를 동원했다. 굴삭기가 쌓인 흙을 파헤치고 크레인도 투입하여 잔해를 제거했다. 붕괴 사고 희생자 중 일부는 미얀마에서 온 이주노동자로 추정된다.
미국은 현장 구조 활동 지원을 위해 인력을 파견했다. 이스라엘 대사관도 생존자 수색에 필요한 탐색 장비를 지원했다.

## 조사
태국 정부는 붕괴에 대해 "건설 자재 품질, 사용 자재, 지진 회복력에 대한 건설법 기준이 적절하게 준수되었는지" 조사를 시작했다고 밝혔다. 3월 30일 산업부 장관 아까낫 쁘롬판은 현장에서 강철 및 채취 샘플을 조사한 결과 '이상'이 발견되었다고 말했다.

## 같이 보기
- 2025년 미얀마 지진